# Hrobka rodiny Daubkovy
Hrobka rodiny Daubkovy je novorenesanční pohřební kaple s hrobkou postavená v roce 1888 podle projektu architekta Antonína Wiehla. Je situována na pozemku č. 741 o výměře 67 m² v anglickém parku na pozemku č. 739 o výměře 10 508 m² v poloze Na hrobce v Nádražní ulici na východním okraji městyse Liteň v okrese Beroun. Kaple s hrobkou je zapsána jako kulturní památka pod rejstříkovým číslem 34255/2-345 s účinností od 3. května 1958.

## Popis stavby

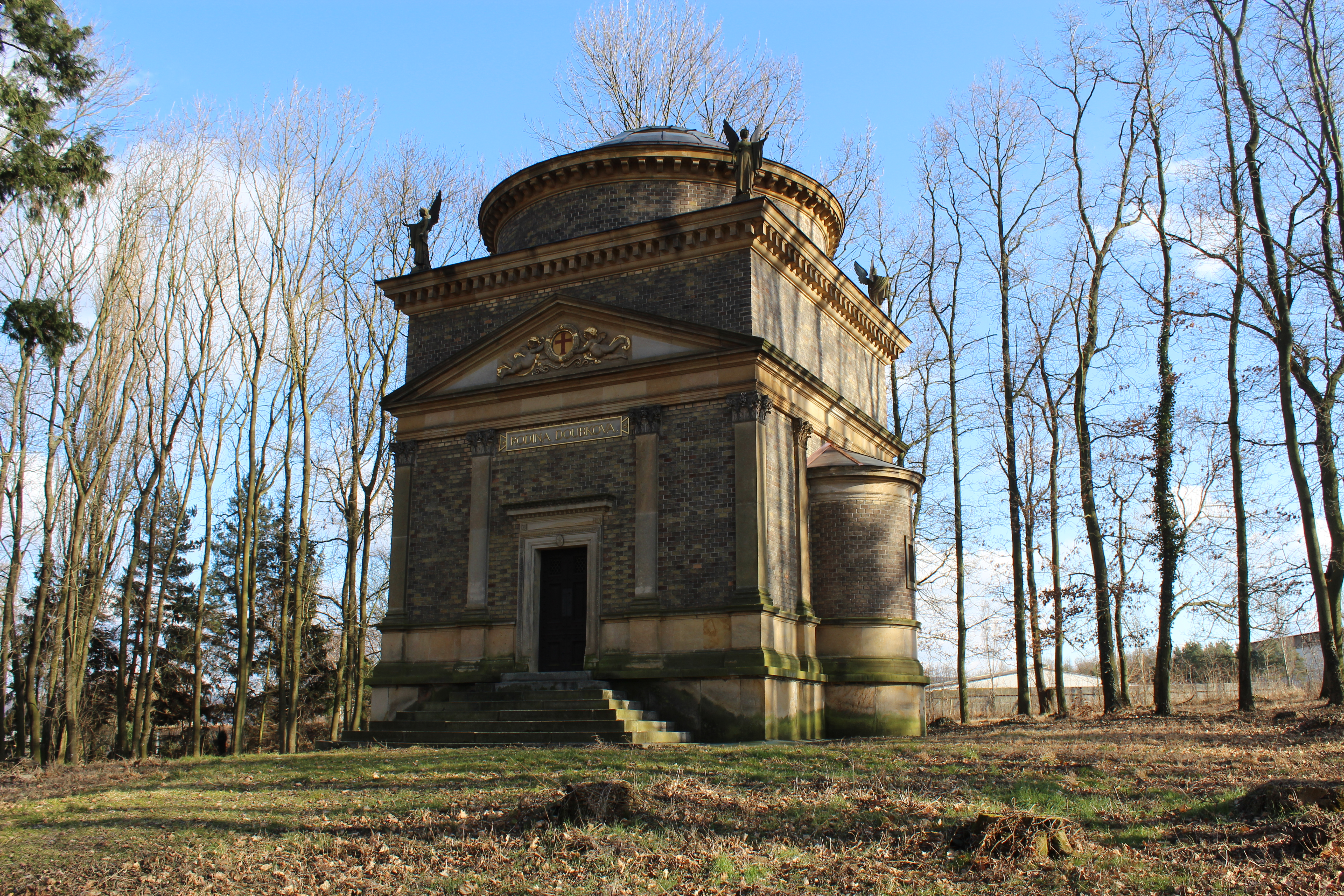
Průčelí pohřební kaple a západní stěna s apsidou

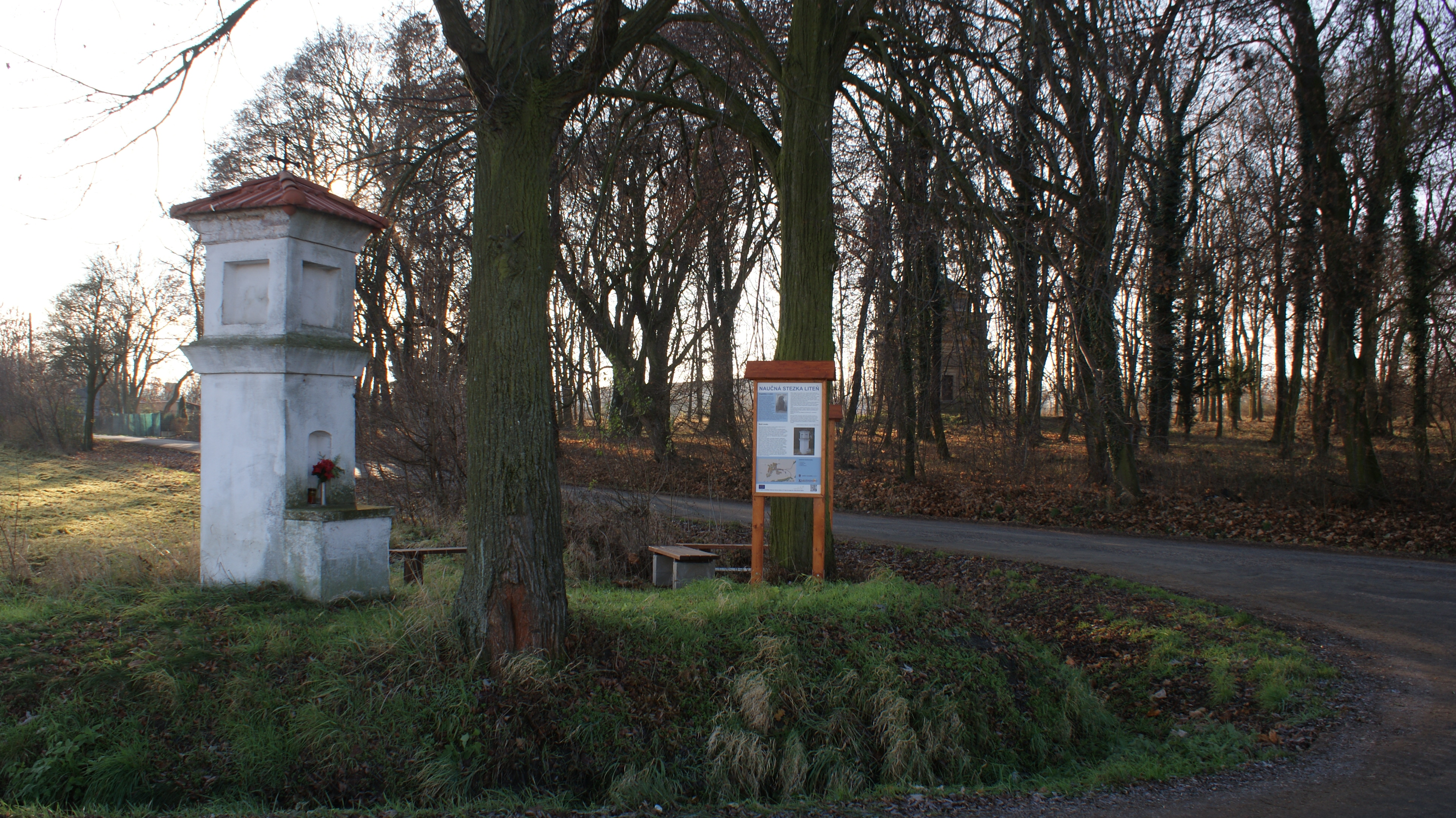
Silueta kaple od božích muk na křižovatce

Pohřební kaple má čtvercový půdorys. Nad hlavní římsou je trojúhelníkový tympanon se základnou v šíři průčelí kaple, který zdobí reliéf dvou letících postav dětí (putti) nesoucích vavřínový věnec s mozaikovou výplní červeného kříže na žlutém pozadí, nad kterým je v jeho šíři konzolová římsa. Podezdívku kaple tvoří sokl z neomítnutého pískovce. Obvodové režné zdivo kaple i tamburu tvoří neomítnuté pálené cihly. Na každé stěně kaple jsou dva sloupy a jeden sloup v každém nároží. Po obvodu střechy, ve výši tympanonu a na tamburu vystupují z fasády konzolové římsy. Dveře do kaple jsou osazeny v bohatě zdobeném portálu, nad kterým je v jeho šíři konzolová římsa.
V interiéru jsou stěny kaple zdobeny kazetovým štukem. Nad vchodem je nápis:
HROBKA TATO VYSTAVENA

JEST LÉTA P. MDCCLXXXVII
ZA JOSEFA ŠEB.DAUBKA
PÁNA NA LITNI SKUHROVĚ
A VLENCÍCH
A CHOTI JEHO IRMY
RODEM WELSOVÉ

OD ARCHIT. ANT WIEHLA.

Na mramorovém oltáři je socha sv. Josefa s Ježíškem z bílého mramoru. Freska nad oltářem v triptychu znázorňuje Pannu Marii Bolestnou, klečícího Josefa Františka Doubka s manželkou a klečícího stavebníka kaple Josefa Šebestiána Daubka s manželkou a dcerou.
Pod kaplí je hrobka, ve které jsou v 11 zdobených zinkových rakvích uloženy ostatky členů rodu Daubků a jejich manželek. Stěny hrobky jsou vyzdobeny erby, meči, odznaky apod. Posledním pohřbem bylo v roce 1994 uložení urny s ostatky operní pěvkyně Jarmily Novotné (provdaná Daubková) po jejich převozu z New Yorku. Tato urna je s urnou jejího manžela Jiřího Daubka uložena v kapli na oltáři.
Kaple s hrobkou je postavena na uměle navýšeném terénu a vytváří tak dominantu okraje Litně v pohledu z východu a jihu. Kolem kaple byl vytvořen anglický park, jehož stromy kapli zejména ve vegetačním období kryjí. K zajištění ostrahy hrobky byl v jejím sousedství u silnice postaven strážní domek pro hlídače. Strážní dům ve stylu lidové architektury má sedlovou střechou s lomenicí, na které je instruktivní heslo
„NAPRZED VZADU OCI MEG
LEPSI GEST ZDRZ HO, NEZ CHYT HO“.
Kolem domku vede další přístupová cesta k hrobce. Autorem projektu parkové úpravy a domu hlídače je rovněž Antonín Wiehl.

## Autoři stavby

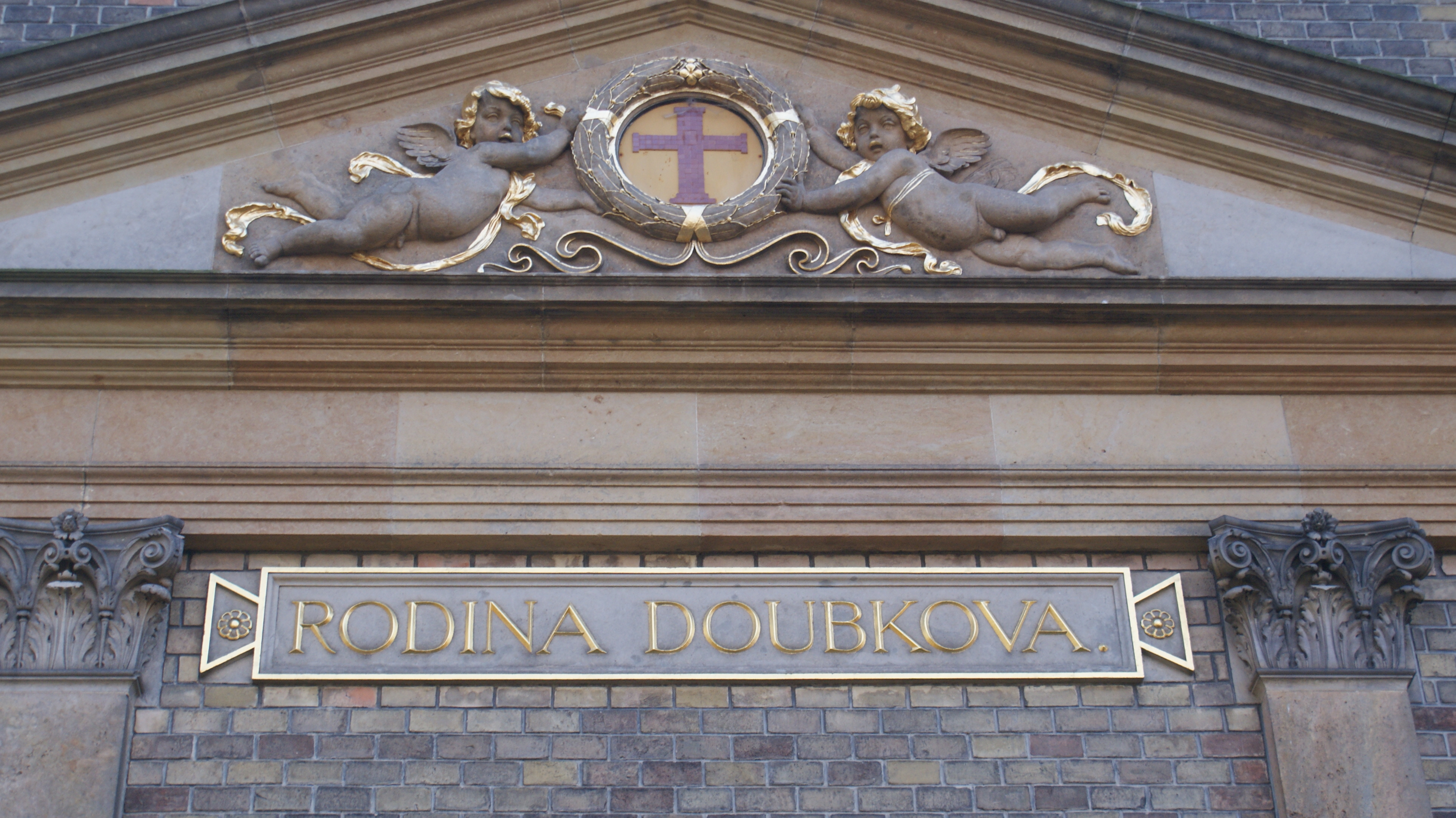
Detail tympanonu a nápisu RODINA DOUBKOVA

Stavba byla realizována v roce 1888 podle architektonického návrhu, jehož autorem je Antonín Wiehl, jeden z nejvýznamnějších představitelů české architektury přelomu 19. a 20. století a české neorenesance, označovaný za průkopníka obnovené české renesance. V návrhu liteňské pohřební kaple se Wiehl výrazně inspiroval kostelem San Andrea na Via Flaminia v Římě. Ve Wiehlově architektonické tvorbě jsou návrhy pomníků, náhrobků a hřbitovů významným tématem: je autorem monumentálního vyšehradského pohřebiště významných osobností Slavín, na jehož návrhu pracoval souběžně s návrhem liteňské hrobky (1887–1889), podle jeho návrhu byly realizovány novorenesanční arkády a řada náhrobků a pomníků na Vyšehradském hřbitově a na dalších hřbitovech. Podobně jako na hrobce Daubků spolupracoval i na dalších projektech pomníků, náhrobků a pamětních desek s Josefem Václavem Myslbekem: pomník Jana Žižky v Čáslavi, pamětní desky Jindřicha Fügnera a Jana Evangelisty Purkyně v Praze a pomníky v Bělehradě a Miláně. Oba umělci pro svou spolupráci používali v korespondenci mezi sebou názvu Wiehl Mýsa comp. Na hrobce Daubků a její kapli Josef Václav Myslbek vytvořil plastickou výzdobu tympanonu, pás s nápisem RODINA DOUBKOVA a mramorový oltář se sochou Svatého Josefa s Ježíškem (1884–1886).  Autorem triptychu nad oltářem je Maxmilián Pirner (1889–1890).
Stavebníkem pohřební kaple a hrobky byl Josef Šebestián Daubek, který po převzetí rodinných velkostatků v Litni a Dolních Vlencích v roce 1882 modernizoval liteňský velkostatek a podporoval hospodářský a kulturní rozvoj regionu. Zadání návrhu kaple s hrobkou renomovanému českému architektovi, sochaři a malíři souvisí s Daubkovým mecenášstvím. Od 80. let pravidelně zval na zámek v Litni a na svůj statek do Brněnce významné umělce generace Národního divadla a podporoval je zadáváním uměleckých zakázek. 

## Význam kaple a hrobky
Od roku 2013 ji jako své zastavení na modré stezce prezentuje veřejnosti naučná stezka Liteň.

## Galerie hrobky rodu Daubků

### Celkové pohledy

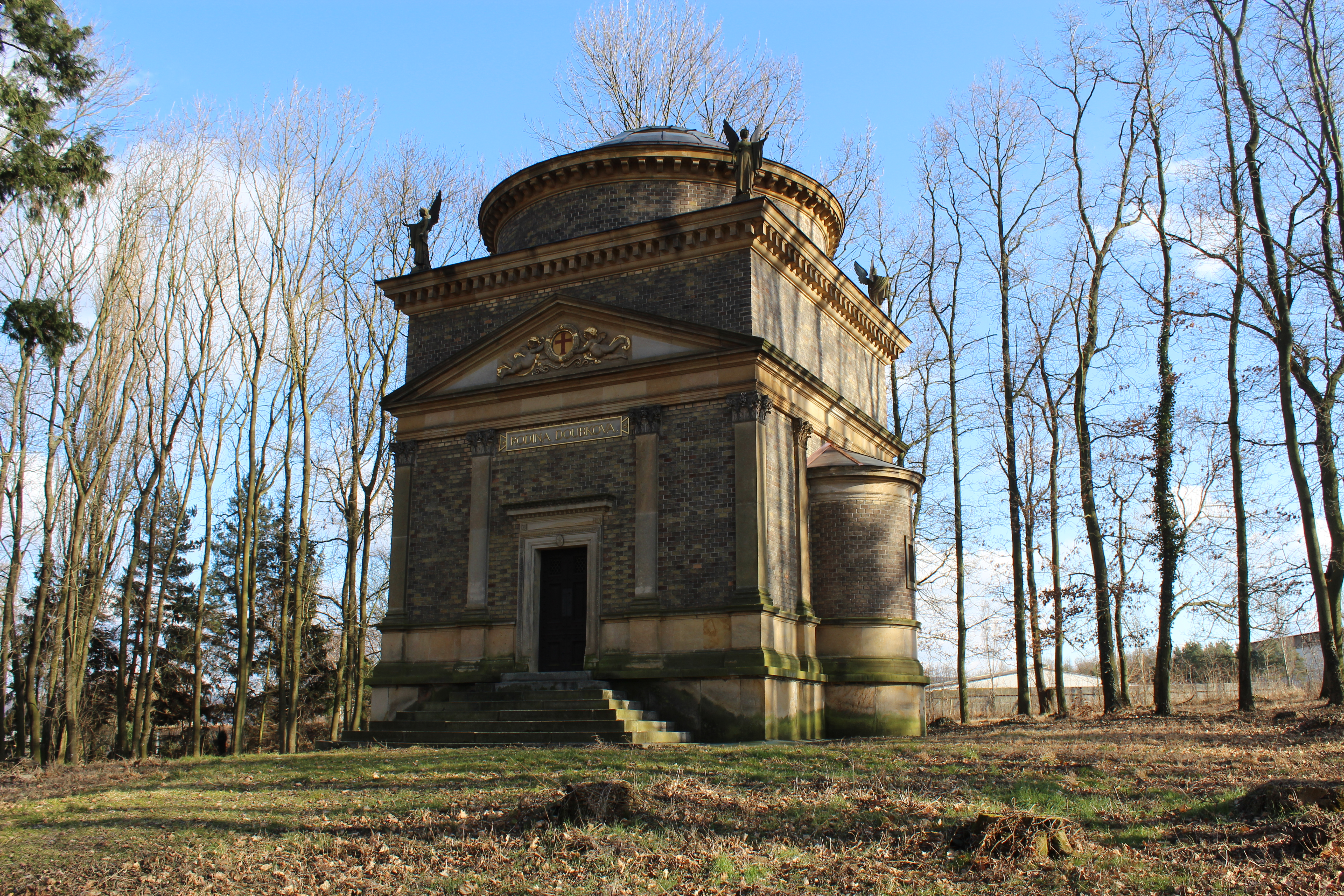
Průčelí kaple a západní stěna s apsidou v pohledu na jihovýchod
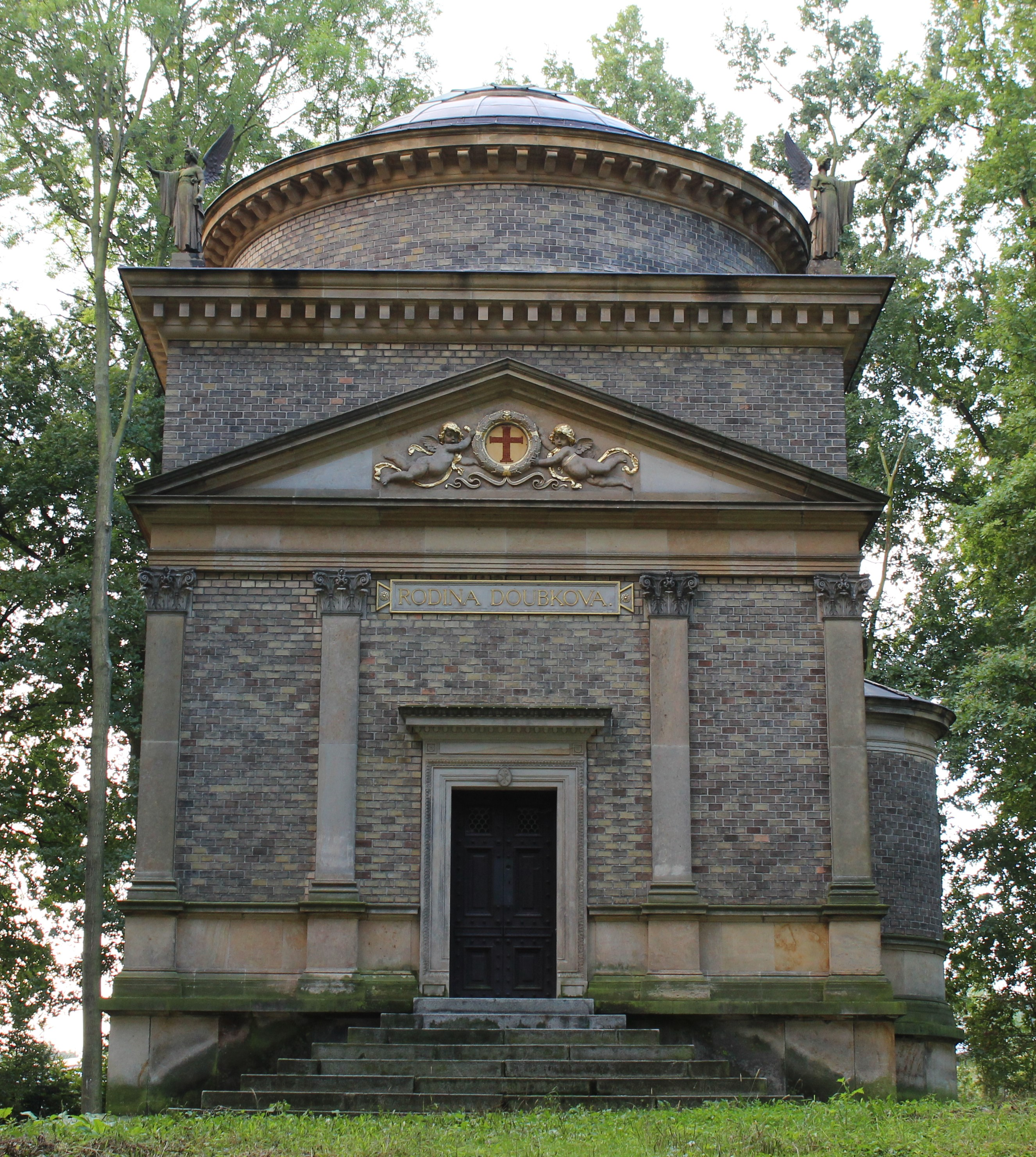
Průčelí kaple v pohledu na sever
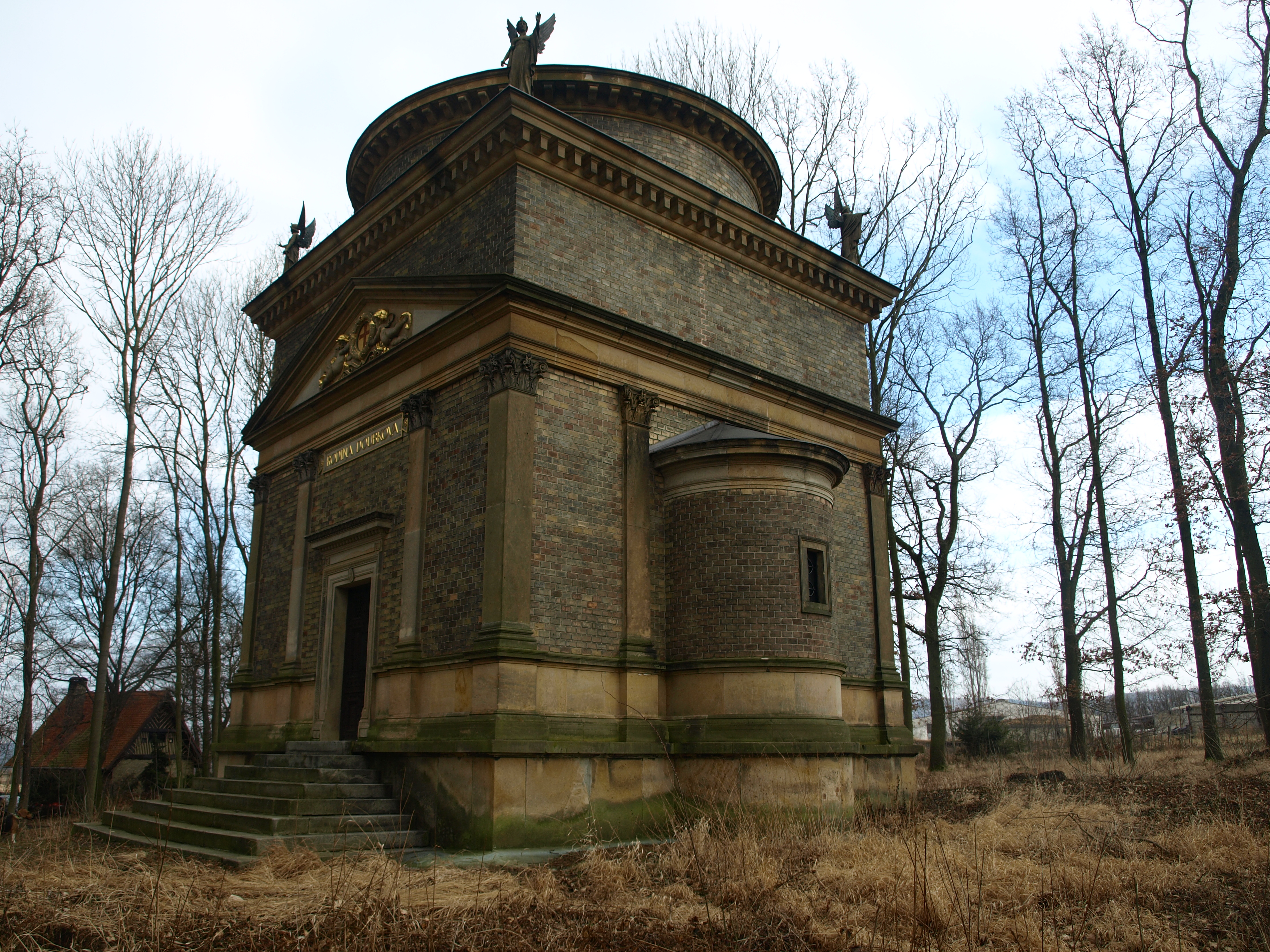
Průčelí a západní stěnu s apsidou v pohledu na jihovýchod
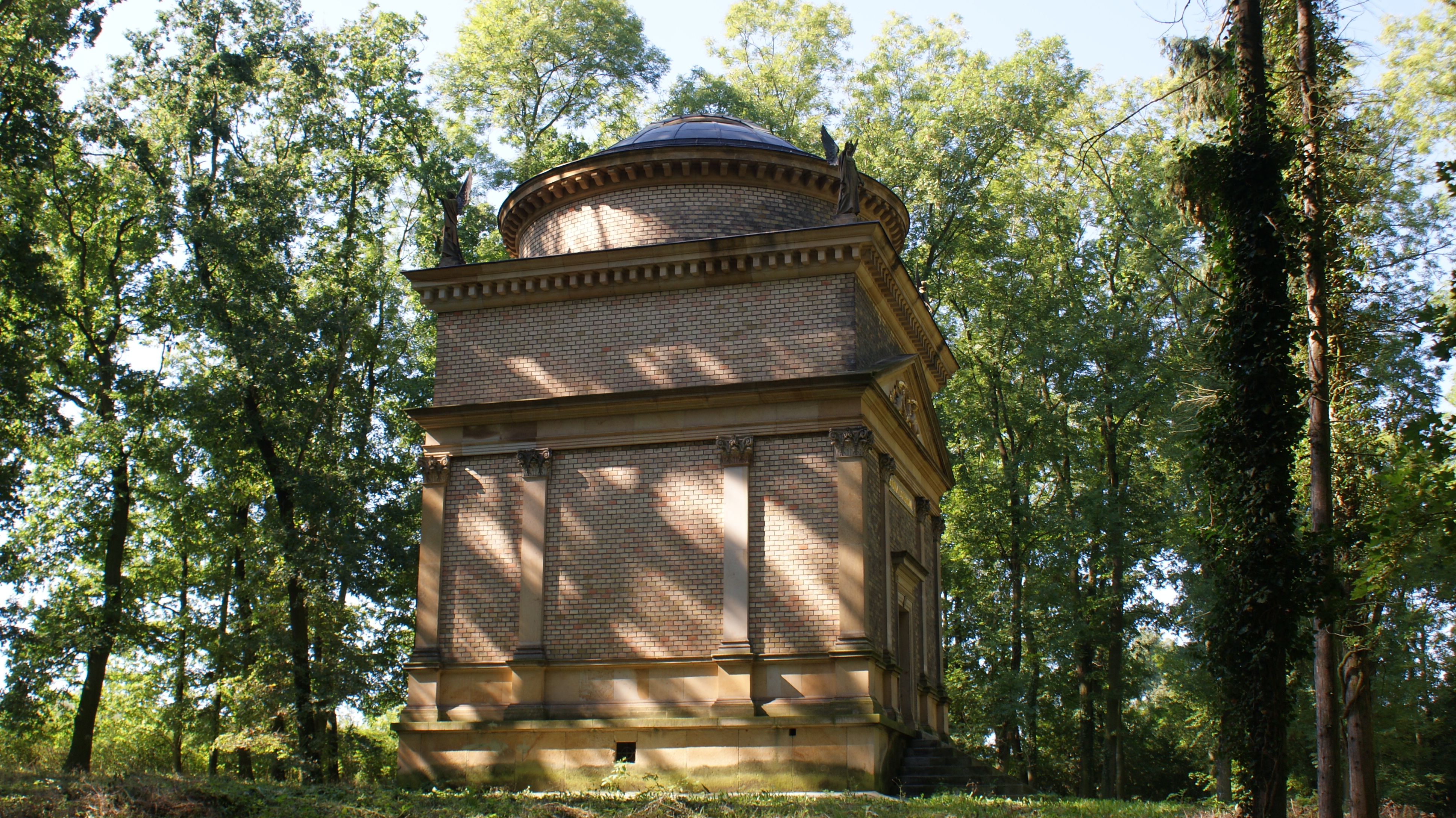
Průčelí kaple a východní stěn v pohledu na jihozápad
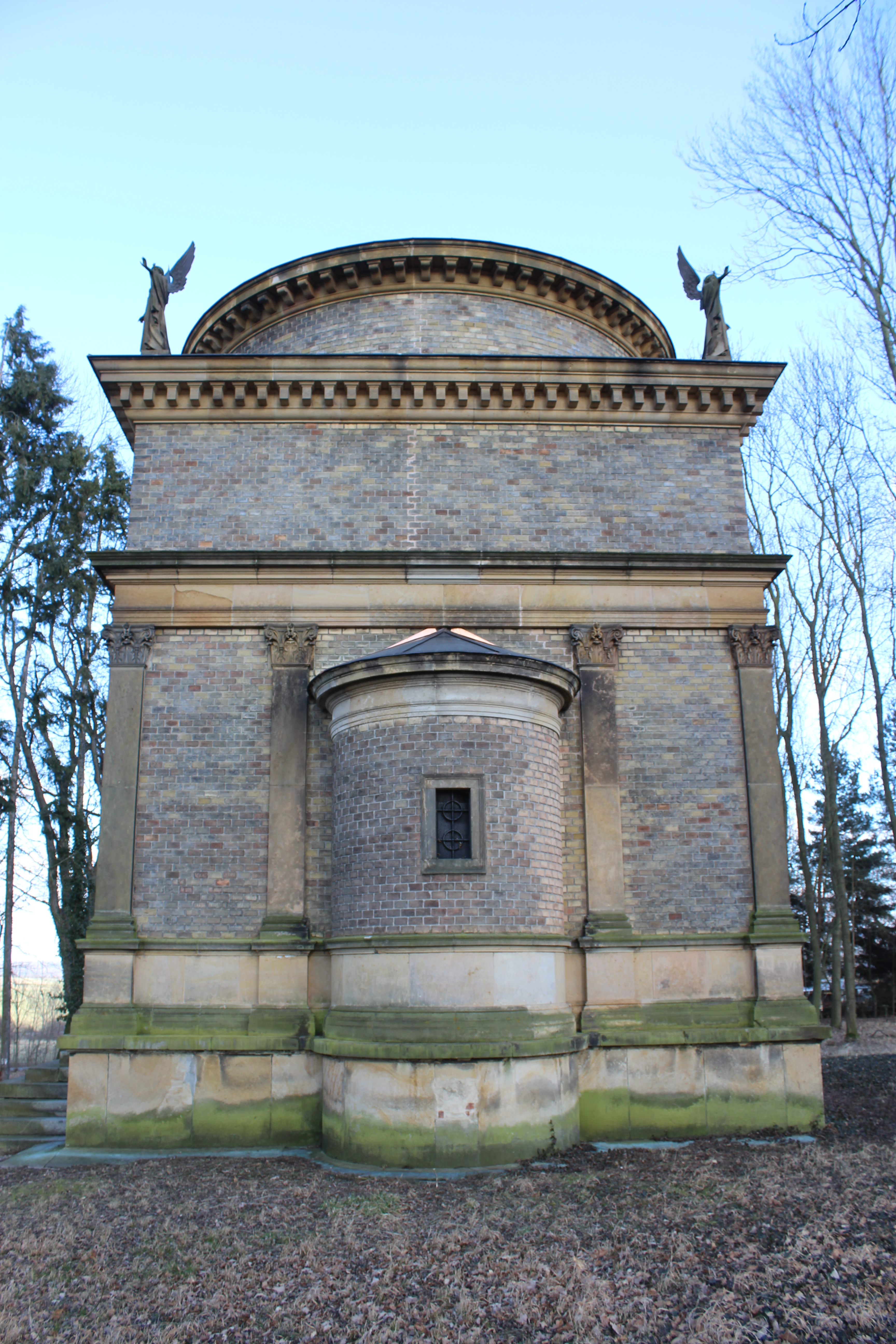
Západní stěna kaple s apsidou schodiště v pohledu na východ
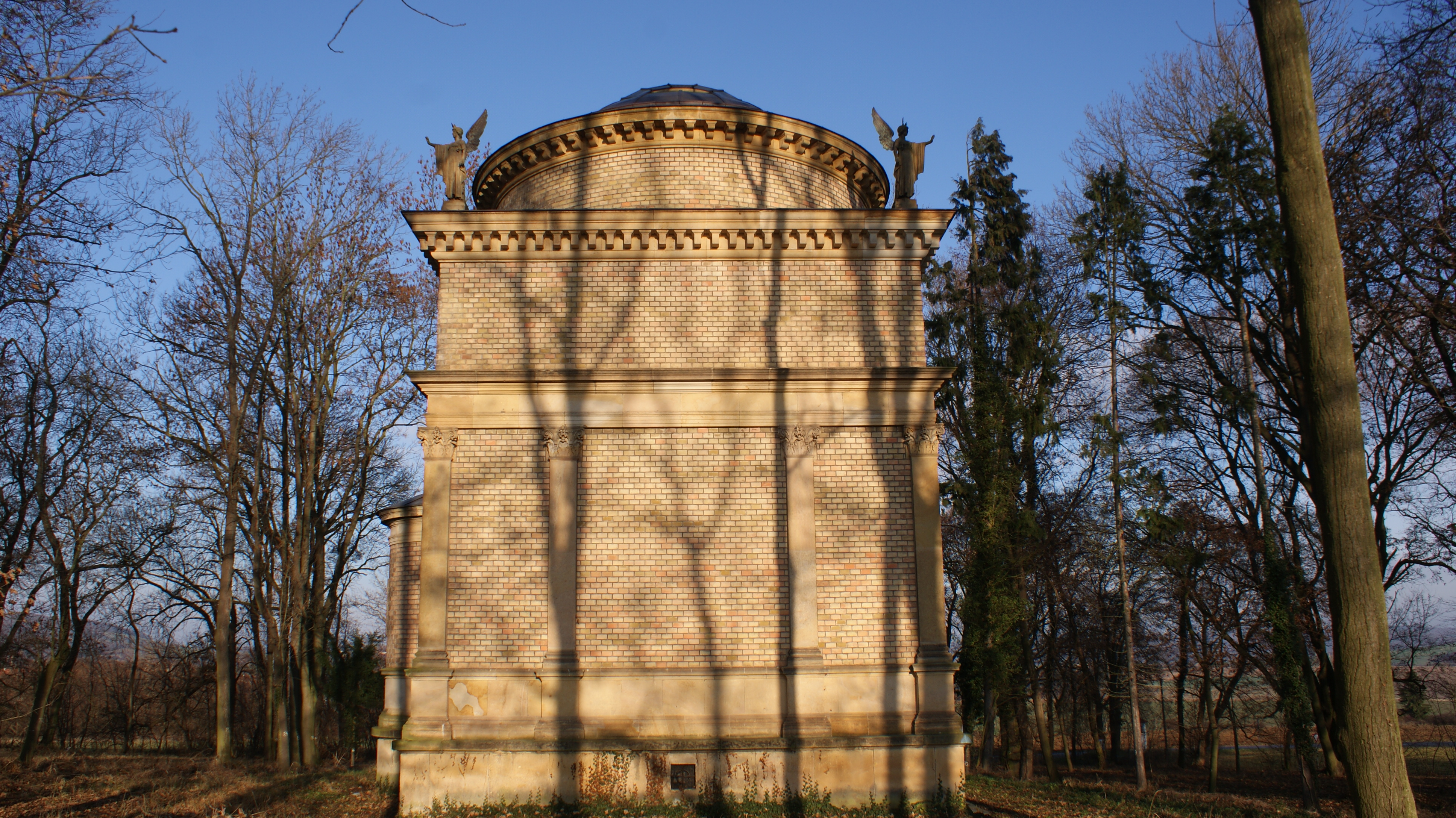
Zadní jižní stěna v pohledu na sever
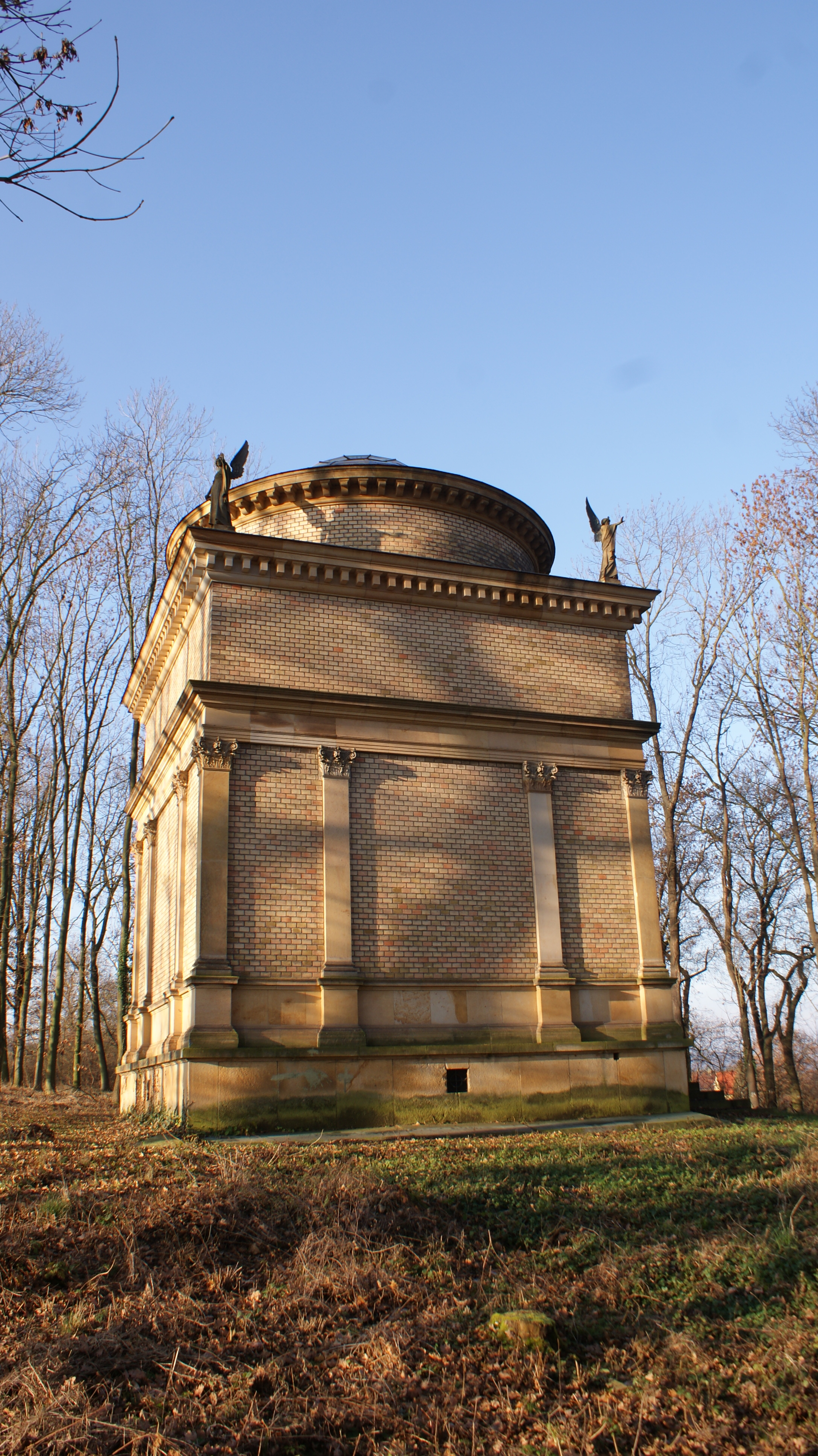
Východní a zadní jižní stěna kaple v pohledu na jihovýchod

### Detaily a materiály kaple

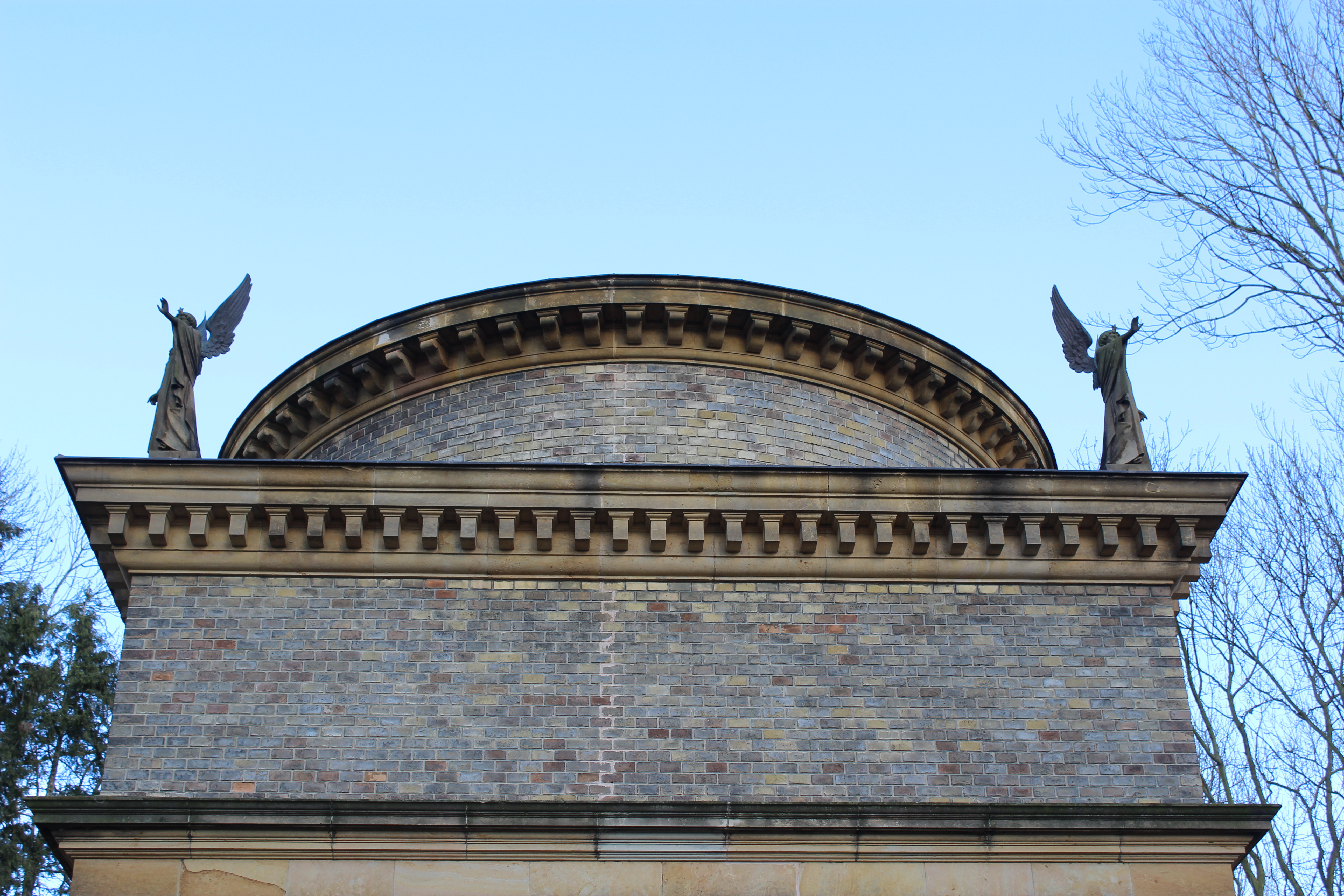
Detail střechy s tamburem, římsovými konzolemi a anděli ( jižní strana)
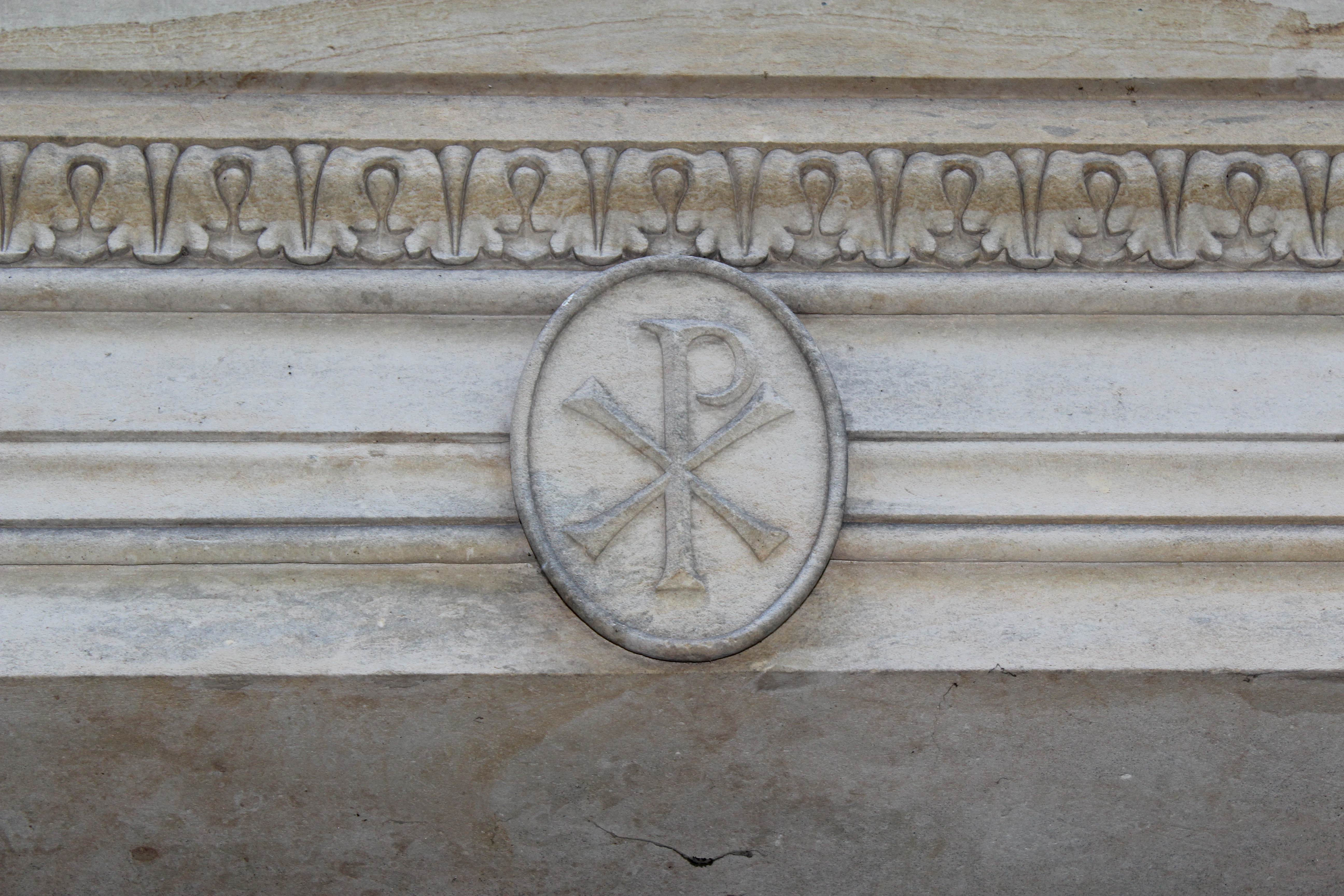
Detail portálu nad vchodem
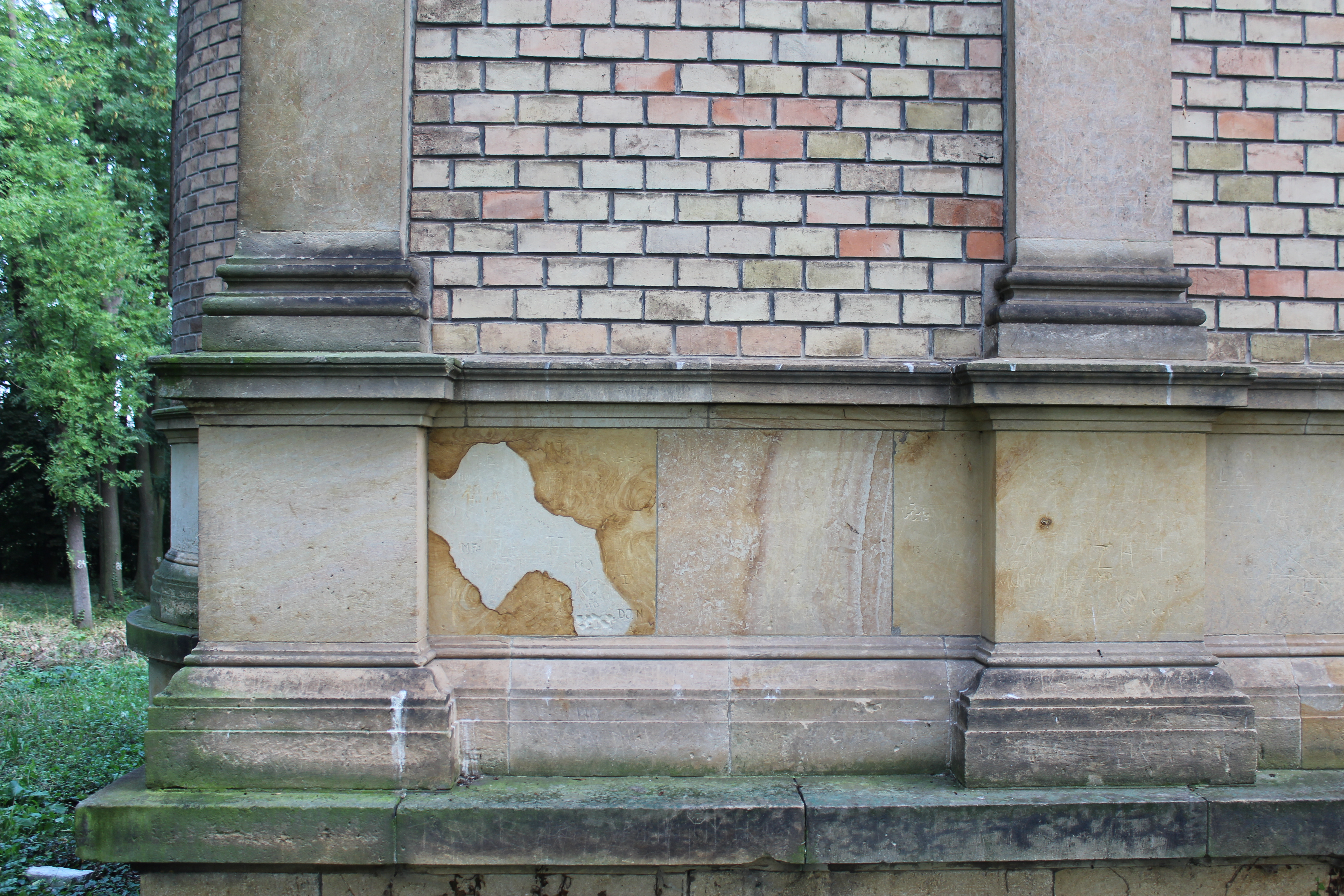
Detail patky a soklu nárožního sloupu (jižní stěna) a apsida schodiště západní stěny
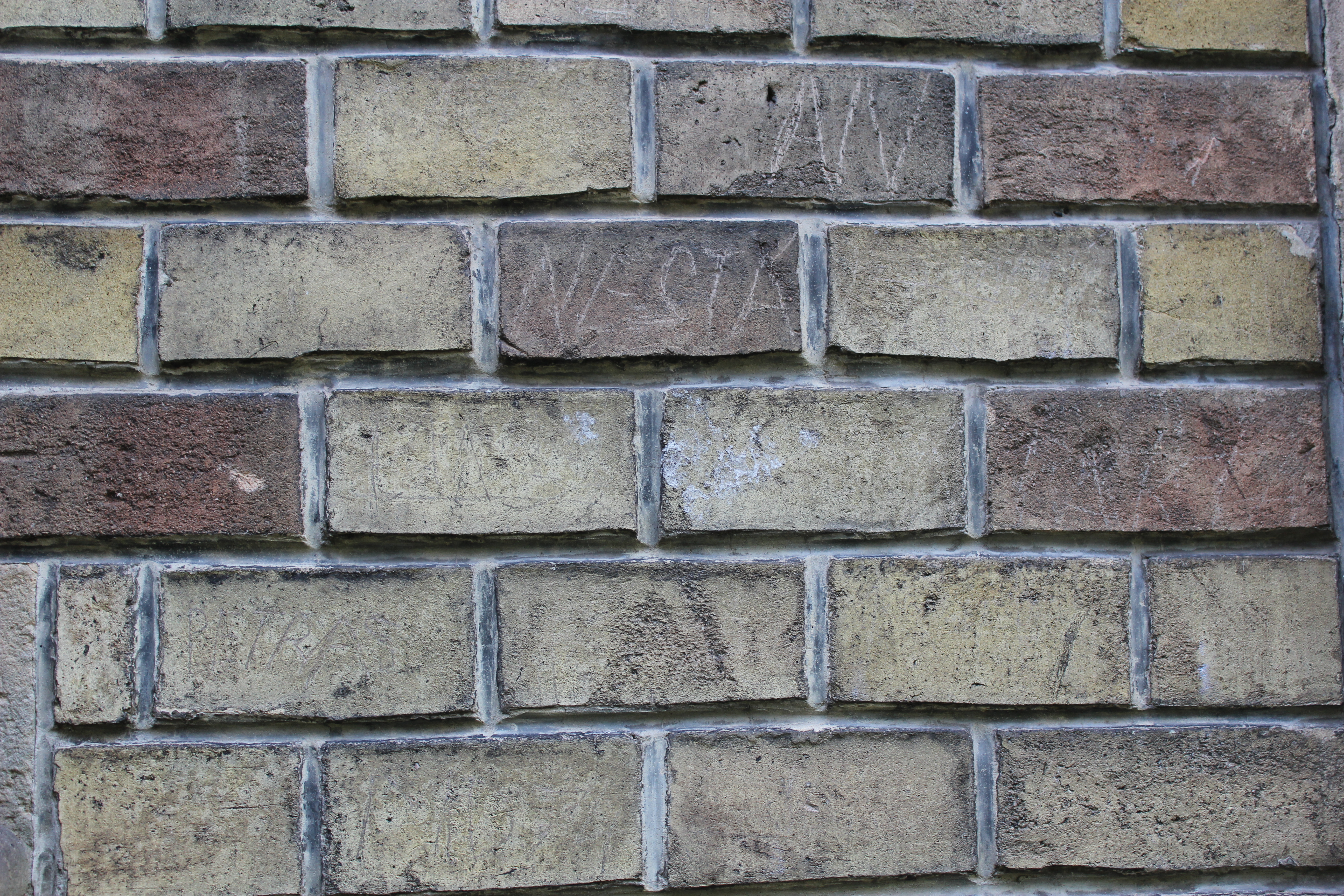
Detail cihlového zdiva
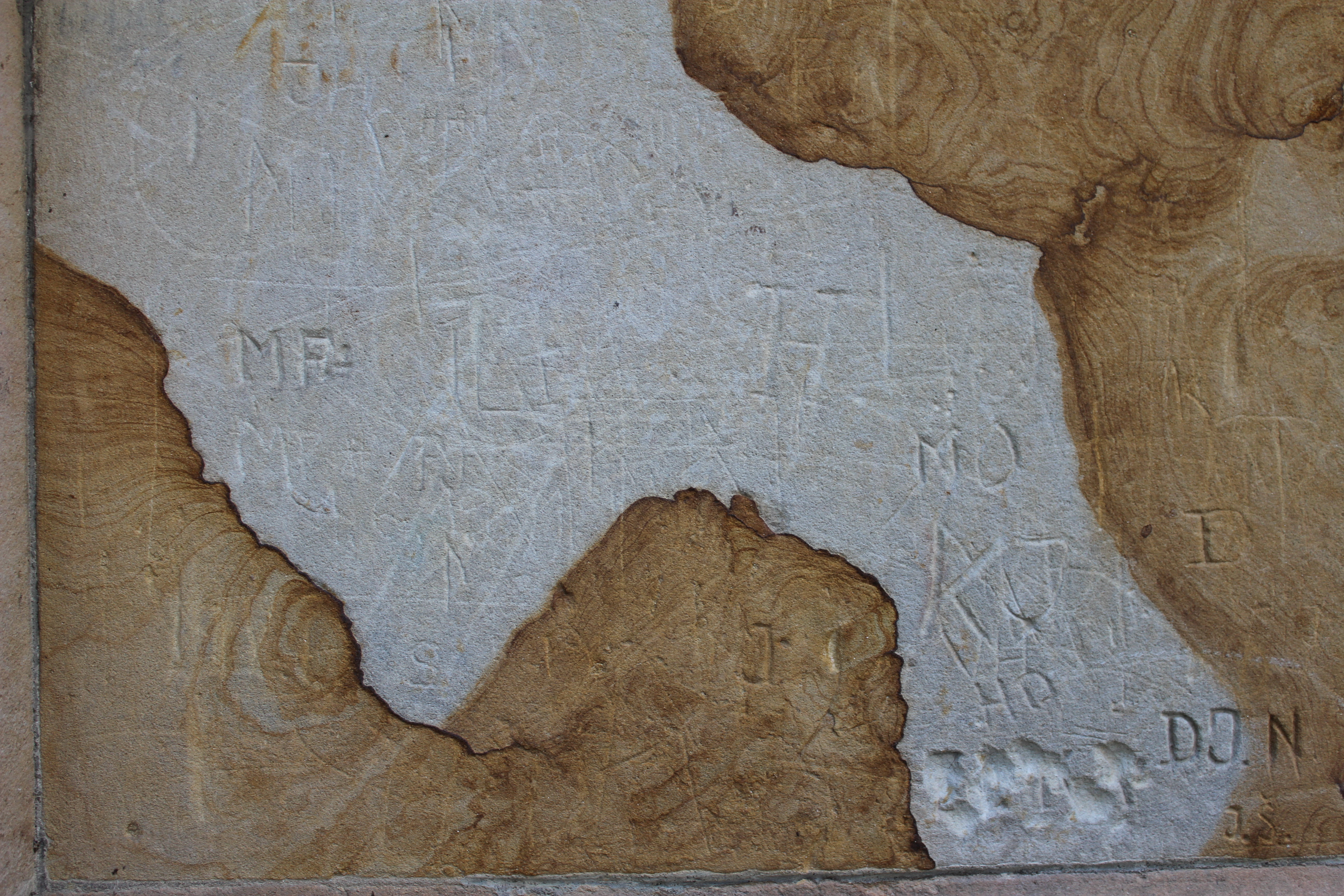
Detail pískovcového bloku soklu
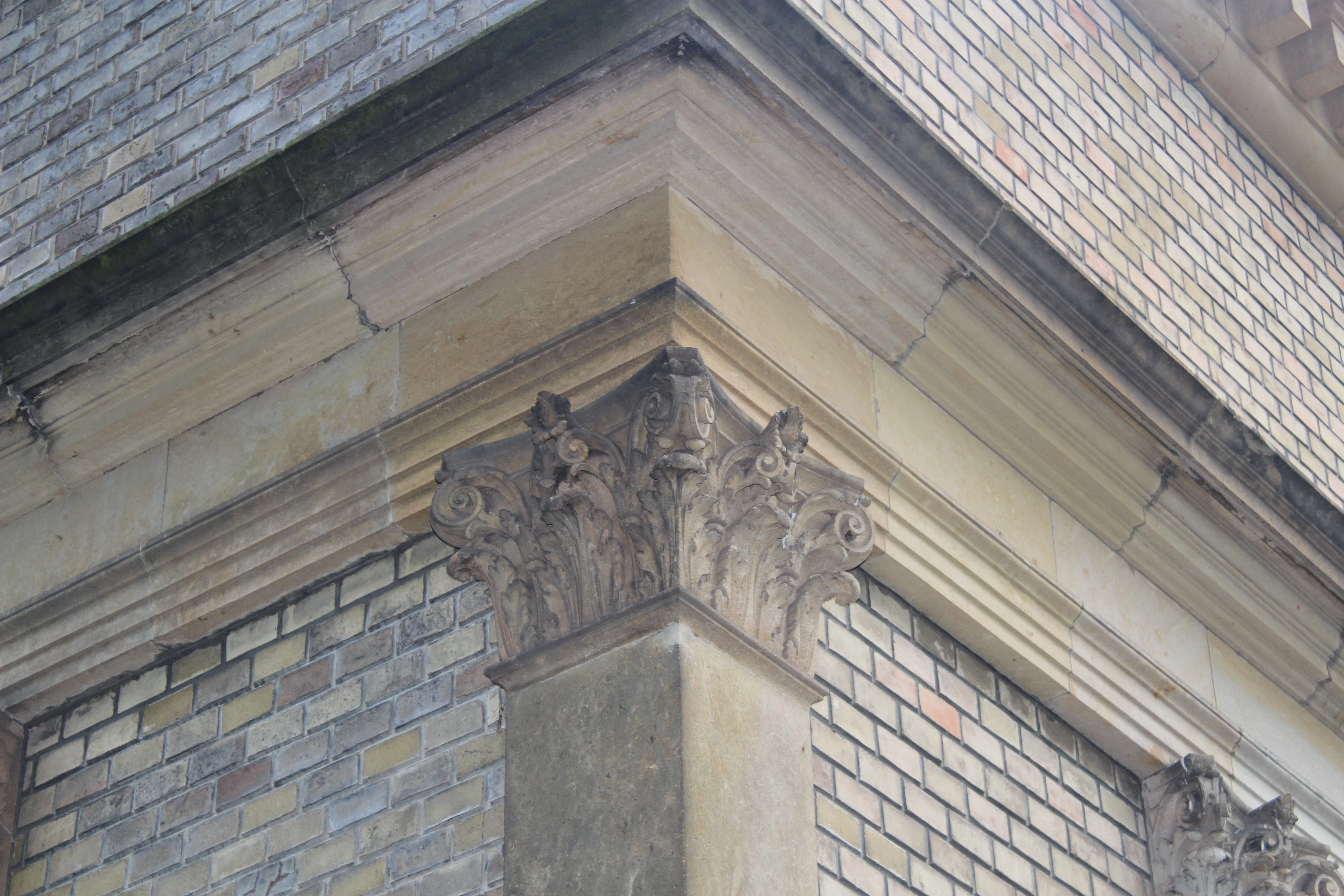
Detail hlavice sloupu a konzolové římsy na nároží
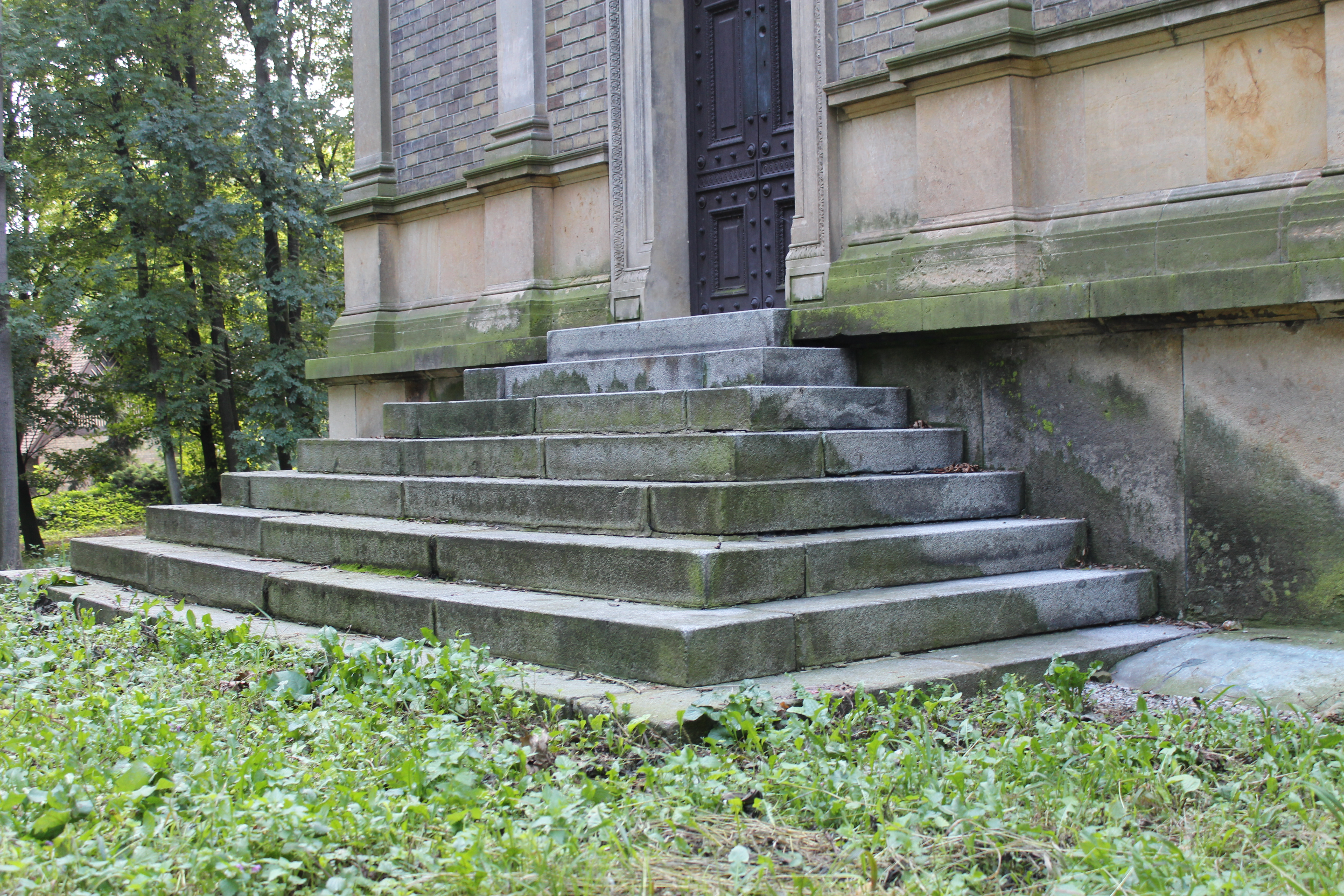
Pískovcový sokl a schodiště průčelí kaple

### Autoři a stavebník

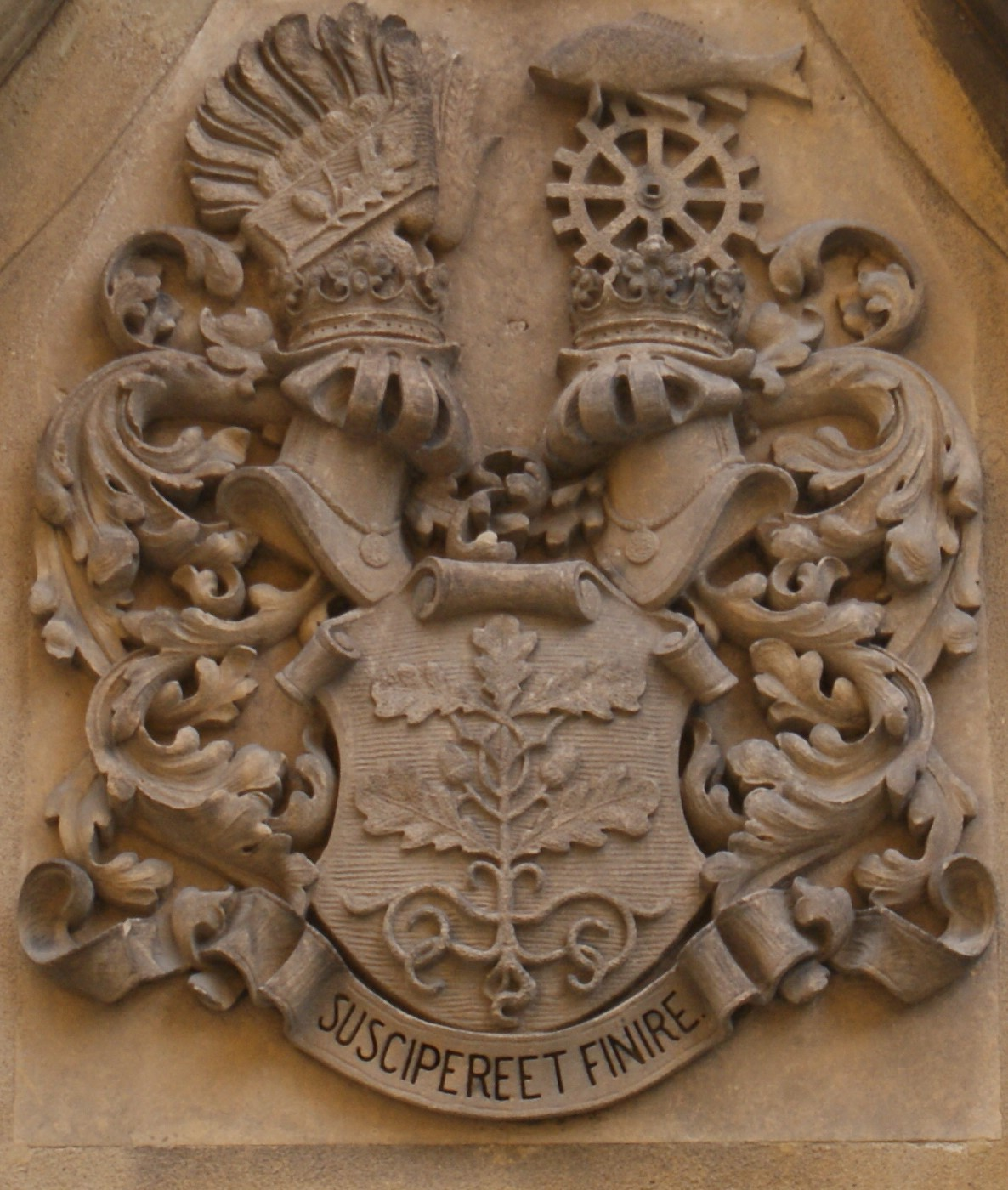
Erb Daubků na kostele sv. Petra a Pavla v Litni
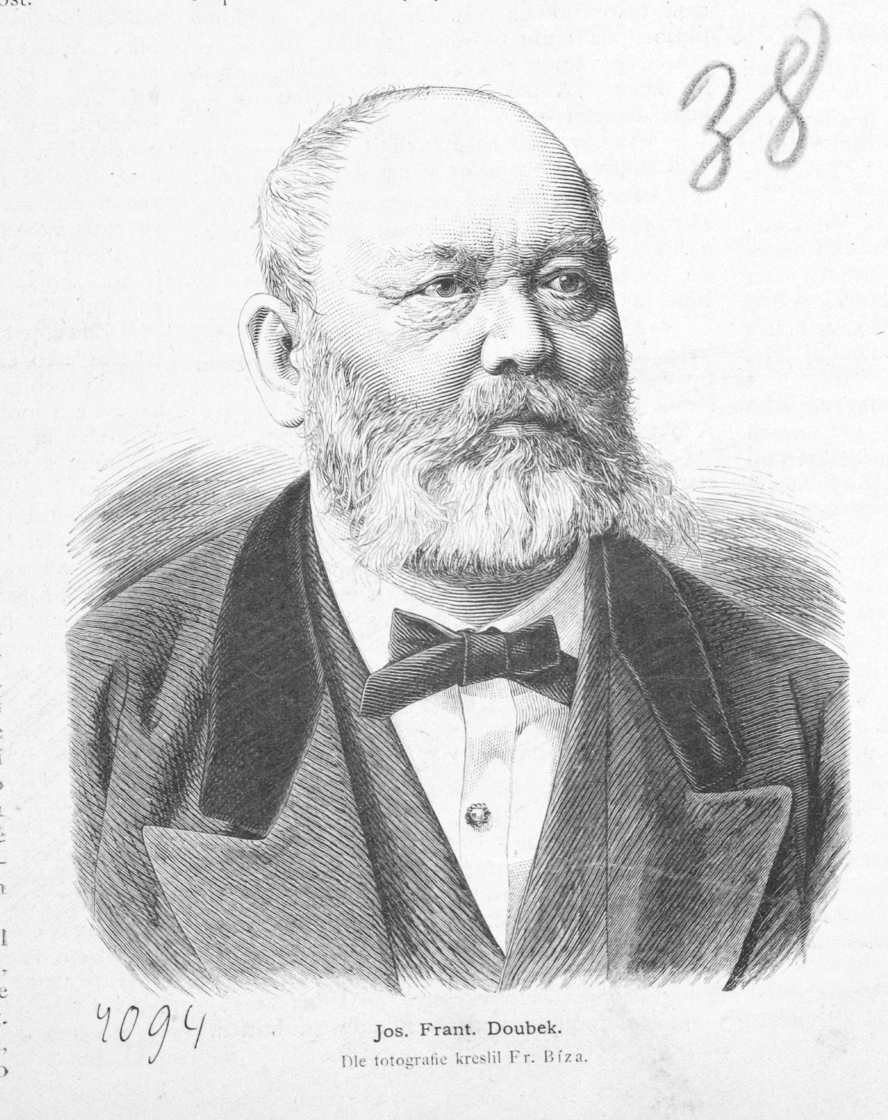
Josef František Daubek – zakladatel rodu v Litni
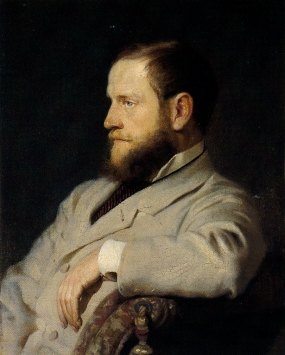
Josef Šebestián Daubek – stavebník kaple
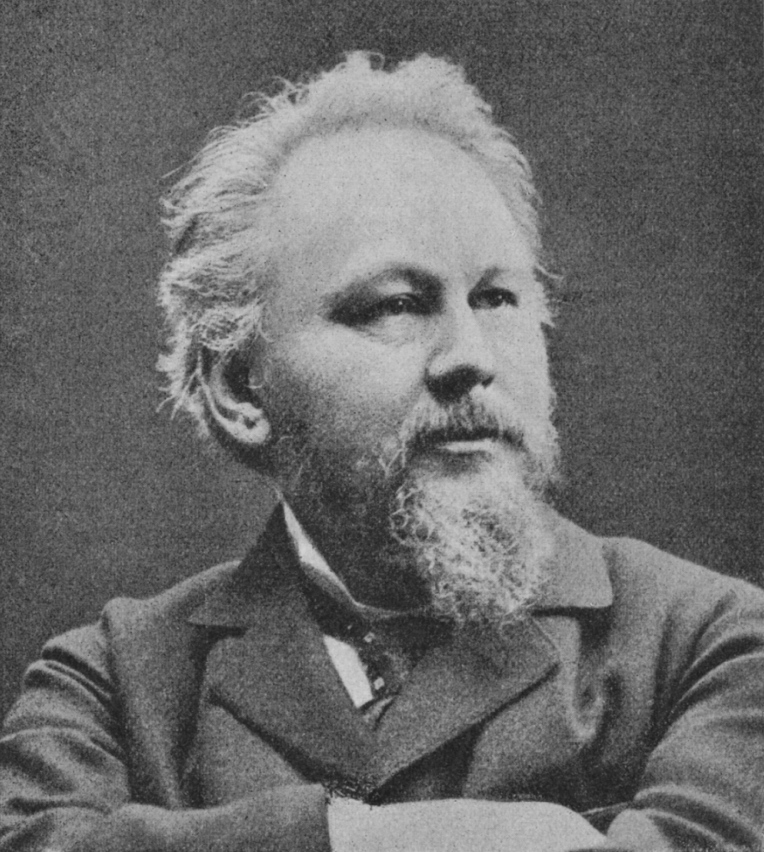
Antonín Wiehl - architekt
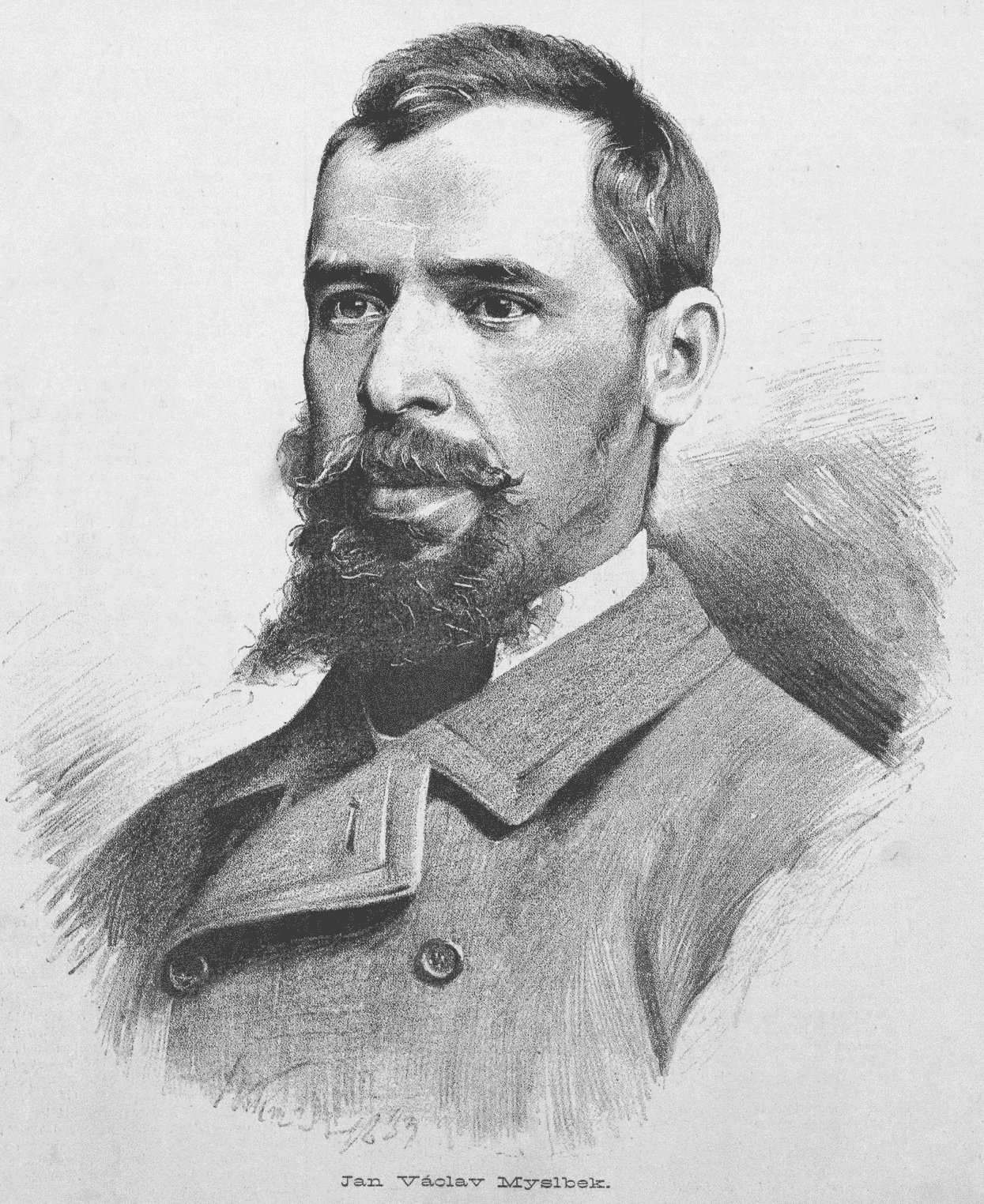
Josef Václav Myslbek – sochařská výzdoba
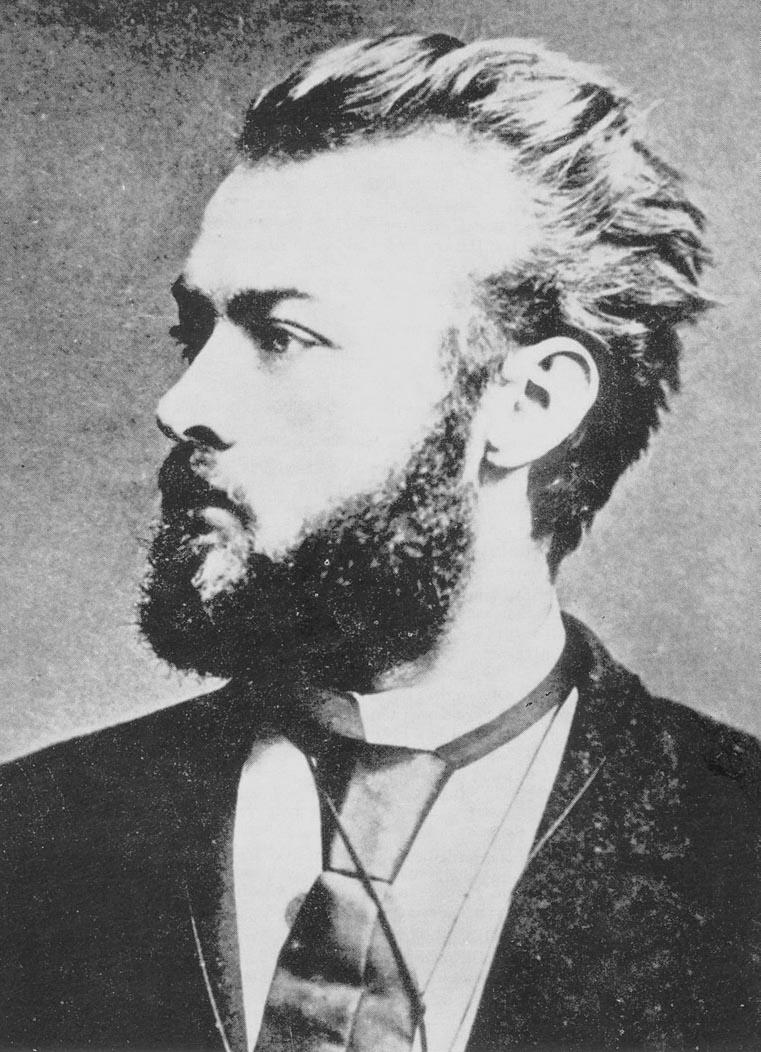
Maxmilián Pirner – malby v interiéru